# París-Camembert
La Paris-Camembert és una cursa ciclista que es disputa anualment per les carreteres franceses durant el mes d'abril. La cursa, d'uns 200 km de llargada, té la seva sortida a la vila de Magnanville, a 60 km a l'oest de París i la seva arribada es troba a Vimoutiers, al departament de l'Orne. El seu recorregut té un final força complicat, amb un seguit de set petites cotes en els 80 quilòmetres finals. La darrera d'elles, el Mur des Champeaux, es troba a tan sols 10 km de l'arribada.
La cursa es va començar a disputar el 1934, amb el nom de París-Vimoutiers, per passar a anomenar-se París-Camembert a partir de 1937.
El primer vencedor fou el francès Louis Thiétard. Laurent Brochard, amb tres victòries és el ciclista que més vegades l'ha guanyat.

## Llista de guanyadors
| Any                    | Vencedor                    | Segon                 | Tercer               |
| ---------------------- | --------------------------- | --------------------- | -------------------- |
| París-Vimoutiers       |                             |                       |                      |
| 1934                   | Louis Thiétard              | Alexandre Hamelin     | Robert Gonnet        |
| 1935                   | Marcel Bat                  | Marcel Briens         | Ernest Neuhard       |
| 1936                   | Yvan Marie                  | Léon Level            | Roger Kalmes         |
| 1937                   | André Auville               | Raymond Lemarie       | René-Paul Corallini  |
| 1938                   | Jean-Marie Goasmat          | Raymond Louviot       | Roger Piétéraerents  |
| 1939                   | Pierre Cloarec              | Charles Berty         | Raymond Lemarie      |
| 1940-1941 no disputada |                             |                       |                      |
| 1942                   | Joseph Goutorbe             | Guillaume Godère      | Maurice Bocquet      |
| París-Camembert        |                             |                       |                      |
| 1943                   | Victor Cosson               | Lucien Boda           | Camille Danguillaume |
| 1944                   | Maurice De Muer             | Giuseppe Tacca        | Léon Level           |
| 1945 no disputada      |                             |                       |                      |
| 1946                   | Paul Neri                   | Joseph Soffietti      | Amédée Rolland       |
| 1947                   | Robert Dorgebray            | Roger Chupin          | René Barret          |
| 1948                   | Raoul Rémy                  | Lucien Teisseire      | Jean Baldassari      |
| 1949                   | Jean Rey                    | Jean-Baptiste Delille | René Lauk            |
| 1950                   | Ange Le Strat               | Camille Clerambosq    | Robert Dorgebray     |
| 1951                   | Jean Baldassari             | Roger Creton          | Robert Varnajo       |
| 1952                   | Robert Varnajo              | Édouard Muller        | Charles Coste        |
| 1953                   | Jean Guéguen                | Émile Guérinel        | Gilbert Bauvin       |
| 1954                   | Gilbert Bauvin              | Serge Blusson         | Jean Guéguen         |
| 1955                   | Jean-Marie Cieleska         | Fernand Picot         | Henri Gremeau        |
| 1956                   | René Fournier               | Louison Bobet         | Attilio Redolfi      |
| 1957                   | Joseph Groussard            | René Fournier         | Francis Siguenza     |
| 1958                   | Nicolas Barone              | Pierre Le Don         | Gérard Saint         |
| 1959                   | Nicolas Barone              | Orphée Meneghini      | Jean Bourlès         |
| 1960                   | Joseph Groussard            | Pierre Ruby           | Camille Le Menn      |
| 1961                   | Jean-Claude Annaert         | François Mahé         | Fernand Delort       |
| 1962                   | Piet Rentmeester            | Seamus Elliott        | Marc Huiart          |
| 1963                   | Jacques Simon               | Seamus Elliott        | Christian Hamelin    |
| 1964                   | Arie den Hartog             | Rudi Altig            | Jan Janssen          |
| 1965                   | Pierre Everaert             | Camille Le Menn       | Lucien Aimar         |
| 1966                   | Désiré Letort               | Jean Graczyk          | Wim de Jager         |
| 1967                   | Georges Chappe              | Robert Hagmann        | Christian Leduc      |
| 1968                   | Harry Steevens              | Maurice Izier         | Jean Dumont          |
| 1969                   | Raymond Riotte              | Georges Chappe        | Michel Périn         |
| 1970                   | Georges Chappe              | Cees Rentmeester      | Jacques Frijters     |
| 1971                   | Gérard Moneyron             | Jacques Botherel      | Jacques Cadiou       |
| 1972                   | José Catieau                | Patrick Sercu         | Christian Raymond    |
| 1973                   | Régis Delépine              | Alain Santy           | André Mollet         |
| 1974                   | Alain Santy                 | Hennie Kuiper         | Jacques Botherel     |
| 1975                   | Raymond Martin              | Joël Hauvieux         | Bernard Thévenet     |
| 1976                   | Bernard Hinault             | Jacques Esclassan     | André Gevers         |
| 1977                   | Hubert Linard               | René Bittinger        | Patrick Mauvilly     |
| 1978                   | Joop Zoetemelk              | Jean-René Bernaudeau  | Jacques Esclassan    |
| 1979                   | Raymond Martin              | Hubert Linard         | Bernard Vallet       |
| 1980                   | Pierre-Raymond Villemiane   | Michel Demeyre        | Jean-Louis Gauthier  |
| 1981                   | Guy Gallopin                | Jean Chassang         | Jan Nevens           |
| 1982                   | Christian Jourdan           | Serge Beucherie       | Marc Gomez           |
| 1983                   | Christian Jourdan           | Jacques van Meer      | Raymond Martin       |
| 1984                   | Hubert Linard               | Kim Andersen          | Bruno Cornillet      |
| 1985                   | Martial Gayant              | Vincent Barteau       | Christophe Lavainne  |
| 1986                   | Kim Andersen                | Laurent Fignon        | Thierry Marie        |
| 1987                   | Mathieu Hermans             | Jean-René Bernaudeau  | Jean-Claude Colotti  |
| 1988                   | Laurent Fignon              | Bruno Cornillet       | Jean-Claude Leclercq |
| 1989                   | Andreas Kappes              | Sammie Moreels        | Pascal Dubois        |
| 1990                   | Thierry Marie               | Vincent Barteau       | John van den Akker   |
| 1991                   | Brian Holm                  | Olaf Lurvik           | Jesús Blanco Villar  |
| 1992                   | Patrice Esnault             | Maximilian Sciandri   | Luc Leblanc          |
| 1993                   | Oleg Kozlitine              | Andrew Hampsten       | Laurent Bezault      |
| 1994                   | Armand de Las Cuevas        | Charly Mottet         | Laurent Brochard     |
| 1995                   | Andrei Txmil                | Laurent Brochard      | Michel Vanhaecke     |
| 1996                   | Adriano Baffi               | Didier Rous           | Federico Colonna     |
| 1997                   | Mauro Gianetti              | Viatxeslav Iekímov    | Pascal Hervé         |
| 1998                   | Pascal Lino                 | Arnaud Prétot         | Rodolfo Massi        |
| 1999                   | Fabiano Fontanelli          | Max van Heeswijk      | David Moncoutié      |
| 2000                   | Didier Rous                 | Lance Armstrong       | Igor Flores Galarza  |
| 2001                   | Laurent Brochard            | David Millar          | Scott Sunderland     |
| 2002                   | Marcus Ljungqvist           | Ludovic Turpin        | Sandy Casar          |
| 2003                   | Laurent Brochard            | Carles Torrent Tarrés | Nicolas Vogondy      |
| 2004                   | Franck Bouyer               | Thomas Löfkvist       | Johan Coenen         |
| 2005                   | Laurent Brochard            | Brett Lancaster       | Sandy Casar          |
| 2006                   | Anthony Geslin              | Cédric Coutouly       | Charles Guilbert     |
| 2007                   | Sébastien Joly              | Anthony Charteau      | Benoît Vaugrenard    |
| 2008                   | Alejandro Valverde Belmonte | Jérôme Pineau         | Benoît Vaugrenard    |
| 2009                   | Jimmy Casper                | Romain Feillu         | Aleksandr Iefimkin   |
| 2010                   | Sébastien Minard            | Maxime Méderel        | Laurent Mangel       |
| 2011                   | Sandy Casar                 | Romain Hardy          | Julien Antomarchi    |
| 2012                   | Pierre-Luc Périchon         | Cyril Bessy           | Jean-Marc Bideau     |
| 2013                   | Pierrick Fédrigo            | Sylvain Georges       | Pierre Rolland       |
| 2014                   | Bryan Coquard               | Samuel Dumoulin       | Laurent Pichon       |
| 2015                   | Julien Loubet               | Pierrick Fédrigo      | Samuel Dumoulin      |
| 2016                   | Cyril Gautier               | Anthony Delaplace     | Romain Feillu        |
| 2017                   | Nacer Bouhanni              | Samuel Dumoulin       | Kévin Réza           |
| 2018                   | Lilian Calmejane            | Valentin Madouas      | Andrea Vendrame      |
| 2019                   | Benoît Cosnefroy            | Pierre-Luc Périchon   | Quentin Jauregui     |
| 2020                   | Dorian Godon                | Maurits Lammertink    | Nacer Bouhanni       |
| 2021                   | Dorian Godon                | Pierre-Luc Périchon   | Geoffrey Bouchard    |
| 2022                   | Anthony Delaplace           | Valentin Ferron       | Thibault Ferasse     |
| 2023                   | Valentin Ferron             | Ewen Costiou          | Fredrik Dversnes     |
| 2024                   | Benoît Cosnefroy            | Clément Venturini     | Alexandre Delettre   |
| 2025                   |                             |                       |                      |